# Чертижнянка

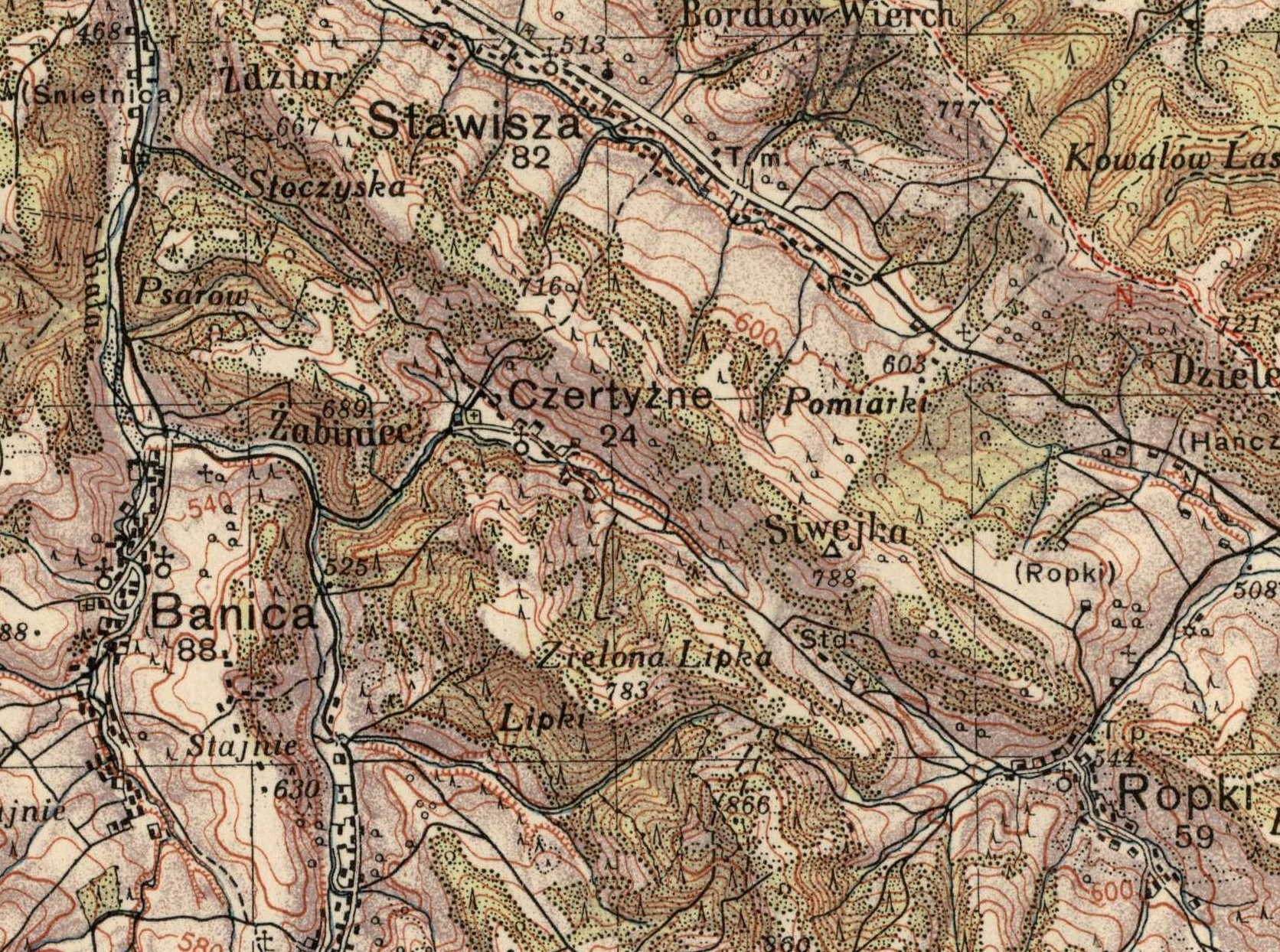
Село Чертижне на карті 1936 року

Чертижнянка (пол. Czertyżnianka) — гірська річка в Польщі, у Горлицькому повіті Малопольського воєводства на Лемківщині. Права притока Білої, (басейн Балтійського моря).

## Опис
Довжина річки 3 км, найкоротша відстань між витоком і гирлом — 2,31  км, коефіцієнт звивистості річки — 1,30 . Формується багатьма безіменними струмками.

## Розташування
Бере початок на південно-західних схилах гори Сівейка (788 м) на висоті 686 м над рівнем моря (гміна Учтя-Горлицьке) у Низьких Бескидах. Спочатку тече переважно на північний захід через село Чертижне, потім тече на південний захід і біля села Гладишів впадає у річку Білу, праву притоку Дунайця. Річка протікає через урочище Ксєнжий Ліс, у якому ростуть переважно ялини.